# Patale
Patale (Pātāle) je sanskrtski izraz, ki pomeni udrta tla.
Patale so v hinduizmu votline podzemlja, ki v Triloki ležijo pod Bhurloko in nad Narakami. V širšem smislu Patale označujejo vseh sedem podzemnih nadstropij: Atalo, Vitalo, Nitalo, Gabhastimat, Mahatalo in Sutalo ter kot sedmo nadstropje Patalo v ožjem smislu.